# Abee
Abee es un meteorito condrita enstatita que cayó el 9 de junio de 1952 en Alberta, Canadá.

## Historia
El meteorito Abee cayó a las 11:05 p. m. el 9 de junio de 1952. Se recuperó una piedra de 107 kilogramos de un cráter profundo de 1,8 metros.
Fue encontrado cinco días más adelante en el campo de trigo de Harry Buryn situado en la comunidad de Abee, Alberta, Canadá; que se encuentra en el Condado de Thorhild, a lo largo de la Canadian National Railway y la Carretera 63, a 16 kilómetros al norte de Thorhild y a 49 kilómetros de Boyle.

## Clasificación
Abee fue clasificado como una condrita enstatita del tipo petrológico 4, por lo tanto, pertenece al grupo EH4. Es el único ejemplo en el mundo de un meteorito de brecha EH4 de impacto-derretimiento.